# Reformierte Kirche Wängi

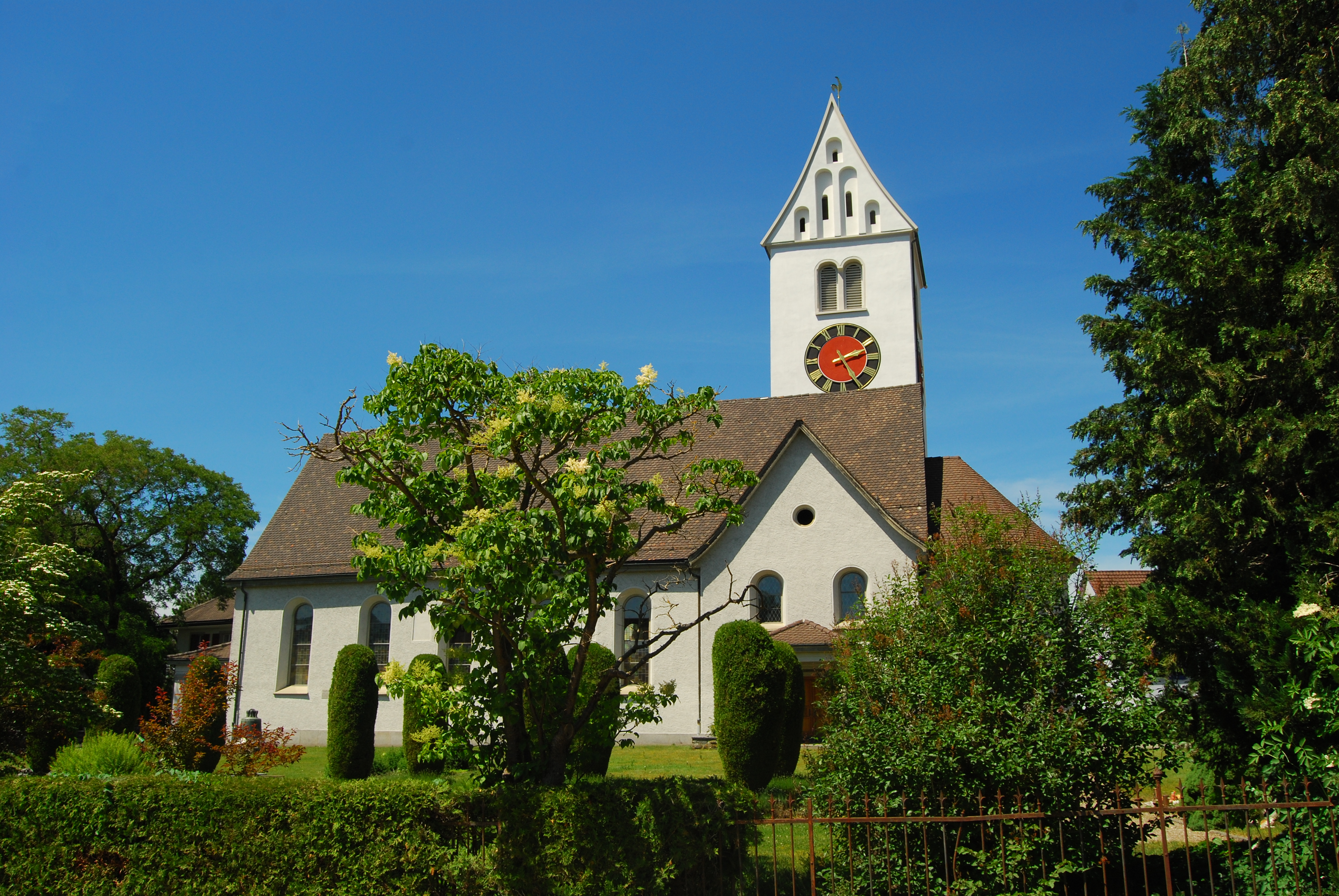
Aussenansicht

Die Reformierte Kirche Wängi ist ein denkmalgeschütztes evangelisch-reformiertes Gotteshaus im thurgauischen Wängi.

## Geschichte
Im Jahr 1401 kam die vermutlich bereits im Frühmittelalter gebildete Kirchenhöri (altes alemannisches Wort für Pfarrei) zur Komturei Tobel des Johanniterordens.
Nach der Annahme der Reformation durch eine Mehrheit der Bevölkerung Wängis wurde die alte Kirche bis 1958 von beiden Konfessionen paritätisch als Gottesdienststätte genutzt.
Diese Simultanbenutzung wurde 1958 durch einen Vertrag mit der römisch-katholischen Kirchgemeinde aufgelöst. Die Evangelische Kirchgemeinde kaufte alle Rechte an der alten Kirche auf, während die Katholiken in unmittelbarer Nachbarschaft die Kirche St. Johannes errichteten.
Das Geläute von 1958 spiegelt die Geschichte wider: Vier Glocken wurden durch neugegossene ersetzt, die bislang älteste aus dem Jahre 1430 läutet auch weiterhin.

## Kirchliche Organisation
Wängi bildet eine eigenständige Kirchengemeinde im Dekanat I: Frauenfeld der Evangelischen Landeskirche des Kantons Thurgau.

## Galerie

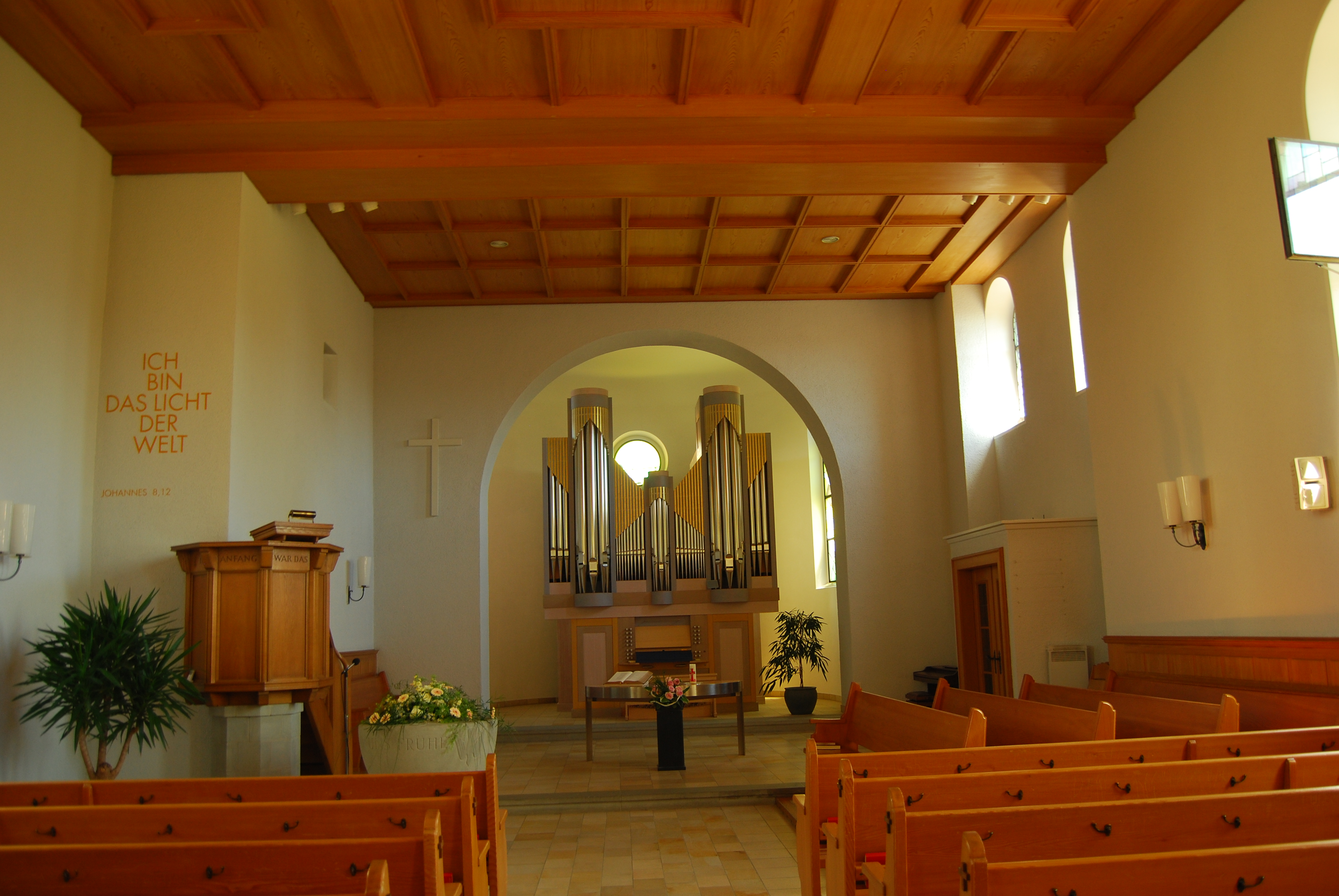
Kircheninneres, Blick auf Chor mit Orgel
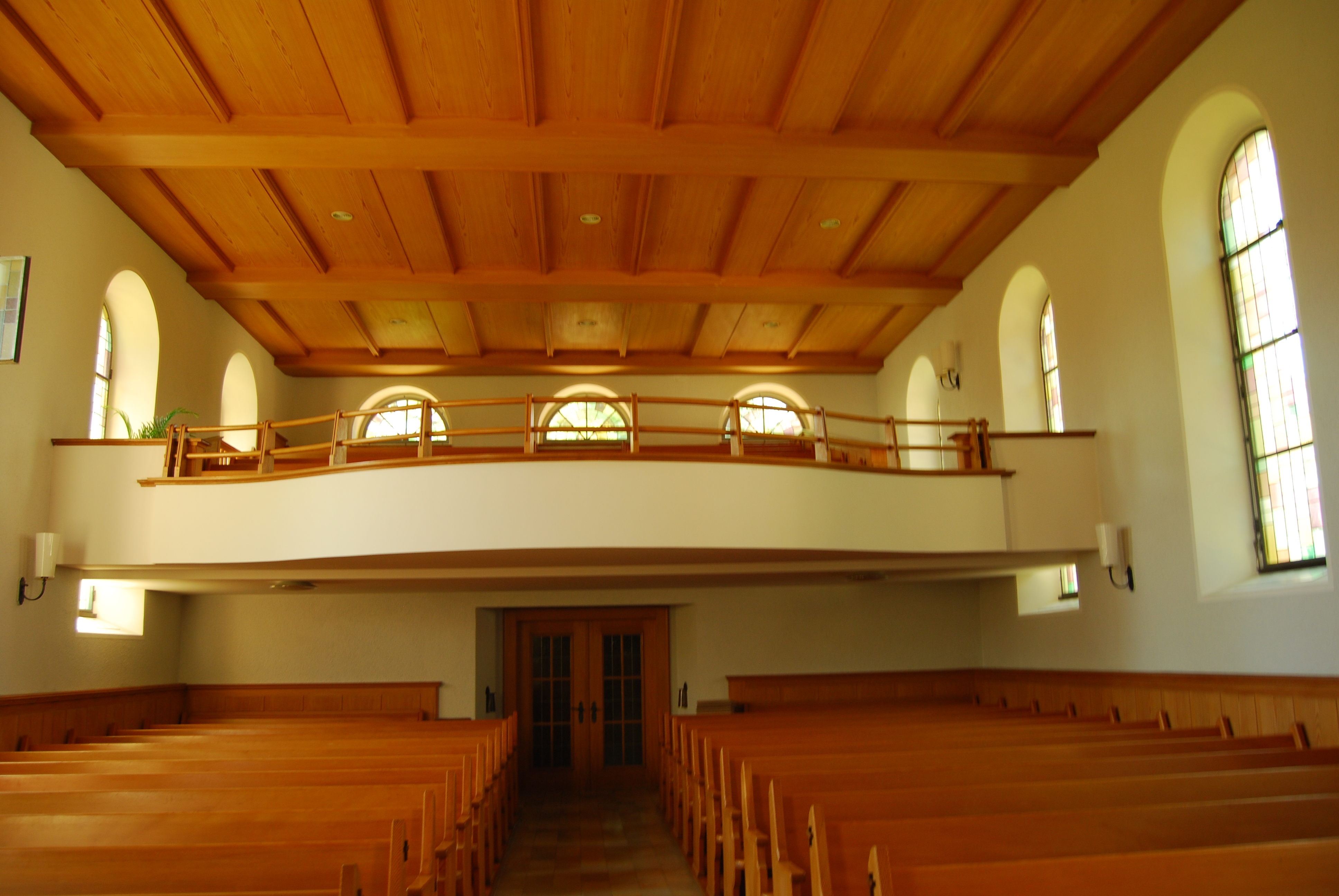
Blick in das Kirchenschiff und auf die ausladende Empore
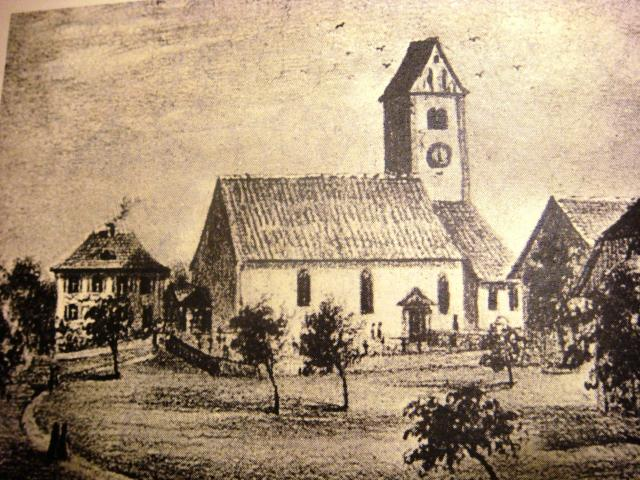
Die Kirche Wängi vor der Renovation 1865